# The Jethro Tull Christmas Album
The Jethro Tull Christmas Album je album vydané skupinou Jethro Tull 30. září 2003.

## Seznam skladeb
1. Birthday Card at Christmas – 3:37
2. Holly Herald – 4:16 (Instrumental)
3. A Christmas Song – 2:47
4. Another Christmas Song – 3:31
5. God Rest Ye Merry Gentlemen – 4:35 (Instrumental)
6. Jack Frost and the Hooded Crow – 3:37
7. Last Man at the Party – 4:48
8. Weathercock – 4:17
9. Pavane – 4:19 (Instrumental)
10. First Snow on Brooklyn – 4:57
11. Greensleeved – 2:39 (Instrumental)
12. Fire at Midnight – 2:26
13. We Five Kings – 3:16 (Instrumental)
14. Ring Out Solstice Bells – 4:04
15. Bourée – 4:25 (Instrumental)
16. A Winter Snowscape – 4:57 (Instrumental)